# Liparis rusbyi
Liparis rusbyi är en orkidéart som beskrevs av Robert Allen Rolfe. Liparis rusbyi ingår i släktet gulyxnen, och familjen orkidéer. Inga underarter finns listade i Catalogue of Life.